# الدوري القبرصي الدرجة الثانية 1953–1954
الدوري القبرصي الدرجة الثانية 1953–1954 هو الموسم 1 من الدوري القبرصي الدرجة الثانية. أشرف على تنظيمه اتحاد قبرص لكرة القدم، وكان عدد الأندية المشاركة فيه 9، وفاز فيه أريس ليماسول.